# Зуевы Ключи
Зу́евы Ключи́ — деревня в Каракулинском районе Удмуртии. Входит в состав Ныргындинское сельского поселения.

## География
Деревня расположена на юго-востоке республики, на расстоянии примерно 29 км (по прямой) к юго-западу от Каракулино, административного центра района.
Часовой пояс
Деревня Зуевы Ключи как и вся Удмуртия, находится в часовой зоне МСК+1. Смещение применяемого времени относительно UTC составляет +4:00.

## Население
| 2010 | 2012 |
| ---- | ---- |
| 43   | ↗50  |

Национальный состав
Согласно результатам переписи 2002 года, в национальной структуре населения русские составляли 87 % из 32 чел.